# Manuel Izquierdo
Manuel Izquierdo va ser un ciclista espanyol, professional entre 1932 i 1944. Els seus principals èxits foren un 7è i un 8è lloc a la classificació final de la Volta a Catalunya de 1936 i a la del 1944, respectivament.

## Palmarès
- 1941
  - 1r a la Pujada a Santo Domingo

### Resultats a la Volta a Espanya
- 1941. 10è de la classificació general.